# Liam Neeson
William John Neeson (Ballymena, Irlanda del Norte, 7 de junio de 1952), conocido como Liam Neeson, es un actor británico. En 1976 comenzó a actuar en el Teatro Lírico de Belfast, donde estuvo dos años y en 1978 hace su debut en The Pilgrim's Progress. Su primer papel reseñable en el cine fue el de la película Excalibur de 1981. En esa década también participó en filmes como Krull (1983), The Bounty (1984), La misión (1986) o el wéstern Con su propia ley (1989).
La fama mundial le llegó con su interpretación de Oskar Schindler en la aclamada película La lista de Schindler (1993), dirigida por Steven Spielberg, un papel por el que fue nominado a los premios Óscar. Desde entonces, Liam Neeson ha interpretado papeles protagonistas en numerosos filmes como Rob Roy (1995), Michael Collins (1996), la adaptación de la novela Los Miserables en 1998, Star Wars: Episodio I - La amenaza fantasma (1999), el drama biográfico Kinsey (2004) y Batman Begins (2005). En 2008 la carrera del actor recibió un nuevo impulso que lo convirtió en un héroe del cine de acción gracias al estreno del filme francés Taken, primera entrega de una trilogía. En los últimos años, Neeson ha protagonizado otras películas de acción como El equipo A (2010), Furia de titanes (2010), Unknown (2011), The Grey (2012), The Dark Knight Rises (2012), Non-Stop (2014), Run All Night (2015), El pasajero (2018) y Men in Black: International (2019).
Liam Neeson ha sido nominado a numerosos premios, como el premio Óscar a mejor actor, el BAFTA a mejor actor protagonista o el Globo de Oro a mejor actor de drama. La revista Empire lo incluyó en sus listas de Los 100 actores más atractivos de la historia y Las 100 mayores estrellas de cine de todos los tiempos.

## Biografía
Neeson nació en la ciudad de Ballymena, de 32 000 habitantes, ubicada 43 km al noroeste de Belfast (Irlanda del Norte), en el Reino Unido.
Su padre era Bernard Barney Neeson, conserje en la escuela para chicos Ballymena Boys All Saints, y su madre es Katherine Kitty Neeson (de soltera Brown), que trabajaba como cocinera.
Neeson fue criado en la fe católica en una ciudad predominantemente protestante y recibió su nombre por un sacerdote amigo de la familia.
Es el tercero de cuatro hermanos y tiene tres hermanas: Elizabeth, Bernadette y Rosaline.
Cuando tenía nueve años comenzó a practicar boxeo en el All Saints Youth Club y años después llegó a ser campeón de boxeo amateur del Úlster.
Sus primeros pasos en el mundo de la actuación los dio con once años después de que su maestro de inglés le ofreciera protagonizar una obra teatral en el colegio, un papel que aceptó porque la protagonista era una chica que le gustaba. Siguió actuando en las obras de teatro del colegio en los siguientes años.
En su intención de dedicarse al mundo de la actuación también influyó el ministro Ian Paisley, a cuya iglesia presbiteriana acudía Neeson. El actor dijo de Paisley: «Tenía una presencia magnífica y era increíble verlo desde lejos agitando la Biblia… Estaba actuando, pero de una manera increíble y vehemente».
En 1971 Liam Neeson se matriculó para estudiar física y ciencias de la computación en la Universidad Queen’s de Belfast, pero dejó los estudios, regresó a Ballymena, y allí trabajó en varios empleos temporales, desde operario de una carretilla elevadora en la cervecería Guinness a camionero.
En la universidad descubrió su talento para el fútbol y en él se fijó Seán Thomas, del club dublinés Bohemian Football Club. Llegó a estar como suplente en el banquillo en un partido contra el Shamrock Rovers Football Club, pero no le ofrecieron un contrato como futbolista.
También se matriculó en los estudios de magisterio en una universidad de la ciudad inglesa de Newcastle upon Tyne, 280 km al este de Belfast y 454 km al norte de Londres (Inglaterra), pero no los terminó.

## Trayectoria profesional

### 1976-1993
En 1976 Liam Neeson se unió al Teatro Lírico de Belfast, donde actuó durante dos años. Su primera experiencia ante una cámara de cine se produjo en 1977, interpretando nada menos que a Jesucristo y a uno de los evangelistas en la película religiosa Pilgrim's Progress (El Progreso del Peregrino) de la novela alegórica de John Bunyan, dirigida por Ken Anderson. 
En 1978, Neeson se mudó a Dublín después de que le ofrecieran un papel en el Project Arts Centre para la obra de teatro Says I, says he, de Ron Hutchinson, cuyo argumento aborda el conflicto de Irlanda del Norte. También actuó en otras producciones de este centro artístico hasta que fue admitido en el Abbey Theatre, el teatro nacional de Irlanda.
En 1980 el cineasta británico John Boorman vio actuar a Liam Neeson en el papel de Lennie Small en una adaptación teatral de la novela De ratones y hombres. Decidió ofrecerle el papel del caballero Gawain en su película sobre la leyenda artúrica Excalibur, que se estrenó en 1981. Después de participar en este filme, Neeson se mudó a Londres y allí siguió trabajando en el teatro, en películas de bajo presupuesto y en televisión. Vivió un tiempo con la actriz Helen Mirren, a la que había conocido en el rodaje de Excalibur.
Entre 1982 y 1987 Neeson participó en cinco producciones cinematográficas, entre las que sobresalen The Bounty (1984), nueva versión de la película Mutiny on the Bounty de 1935 y donde compartió pantalla con Mel Gibson y Anthony Hopkins, y La misión (1986), donde interpretó a un sacerdote jesuita junto a Robert De Niro y Jeremy Irons. También en 1986 consiguió un papel como actor invitado en la tercera temporada de la famosa serie de televisión Miami Vice y por ello se trasladó a Hollywood.
En Lamb hace de un sacerdote, en Ansias de vivir trabajó con Julie Andrews y en Réquiem por los que van a morir con Mickey Rourke y Bob Hoskins.
Ese año consiguió participar en la película Sospechoso (1987), junto a Cher y Dennis Quaid, con una interpretación de un vagabundo sordo acusado de asesinato que fue muy aclamada.
En Satisfaction (1988) hace del representante de un grupo musical de jóvenes, y en El precio de la pasión (1988) interpreta a un artista irlandés que comienza una relación con una mujer divorciada y con una hija pequeña, con Diane Keaton.
En 1988 compartió pantalla junto a Clint Eastwood en la película The Dead Pool (1988), quinta entrega de la saga de Harry el Sucio, donde puso rostro a Peter Swam, un director de películas de terror. Finalmente, en 1990 Sam Raimi le ofreció su primer papel protagonista en Darkman, donde interpretaba junto a Frances McDormand al oscuro superhéroe protagonista en una película que gozó de cierto éxito. En ese año hizo de un minero que se queda desempleado y se ve obligado a boxear en El gran hombre (1990) y al año siguiente protagonizó Under Suspicion (1991), en el papel de un detective privado. 
Fue su papel en Shining Through (1992) como un oficial nazi, junto a Michael Douglas y Melanie Griffith, el que hizo que Steven Spielberg se fijara en él. En 1992 obtuvo un pequeño papel en la película de Woody Allen Husbands and Wives. En 1993 conoció a su futura esposa, Natasha Richardson, en la obra de teatro de Broadway Anna Christie. También apareció junto a ella en la película Nell, protagonizada por Jodie Foster y que se estrenó en 1994. Aunque estos papeles lo consagraron como actor de cine, su actuación más célebre aún estaba por llegar.

### 1993-2000
En 1993, Neeson fue nominado al Óscar, a los Globos de Oro, y al premio BAFTA, como mejor actor, por su destacada actuación en el papel del industrial nazi Oskar Schindler en la aclamada película La lista de Schindler, de Steven Spielberg. La película se complementa con actuaciones de Ralph Fiennes como Amon Goeth y de Ben Kingsley. No obstante, el Óscar ese año se lo llevó Tom Hanks por Philadelphia. También en 1993 trabajó en otro par de películas: Ethan Frome, con Tate Donovan, Joan Allen y Patricia Arquette, y en Ruby Cairo con Andie MacDowell y Viggo Mortensen.
En Nell (1994) interpreta a un psicólogo que le tocará analizar a Jodie Foster. Tras interpretar a Robert Roy MacGregor en Rob Roy, con Jessica Lange, John Hurt y Tim Roth en 1995, protagonizó la película Michael Collins (1996) con el que ganó la Copa Volpi del Festival de Cine de Venecia. La película fue dirigida por Neil Jordan, director con quien había trabajado en High Spirits en 1988. Aidan Quinn, Alan Rickman, Stephen Rea y Julia Roberts completan el elenco. En Antes y después trabaja con Meryl Streep y aquí intenta ocultar un crimen cometido por su hijo.
En marzo de 1998, tras 12 años, reapareció en los teatros británicos dirigido por Richard Eyre en el estreno mundial de la obra de David Hare El beso de Judas. Ese mismo año encarna magistralmente a Jean Valjean en la versión cinematográfica de la novela de Victor Hugo Los Miserables, dirigida por Bille August, junto a las grandes actuaciones complementarias de Geoffrey Rush, Uma Thurman y Claire Danes.

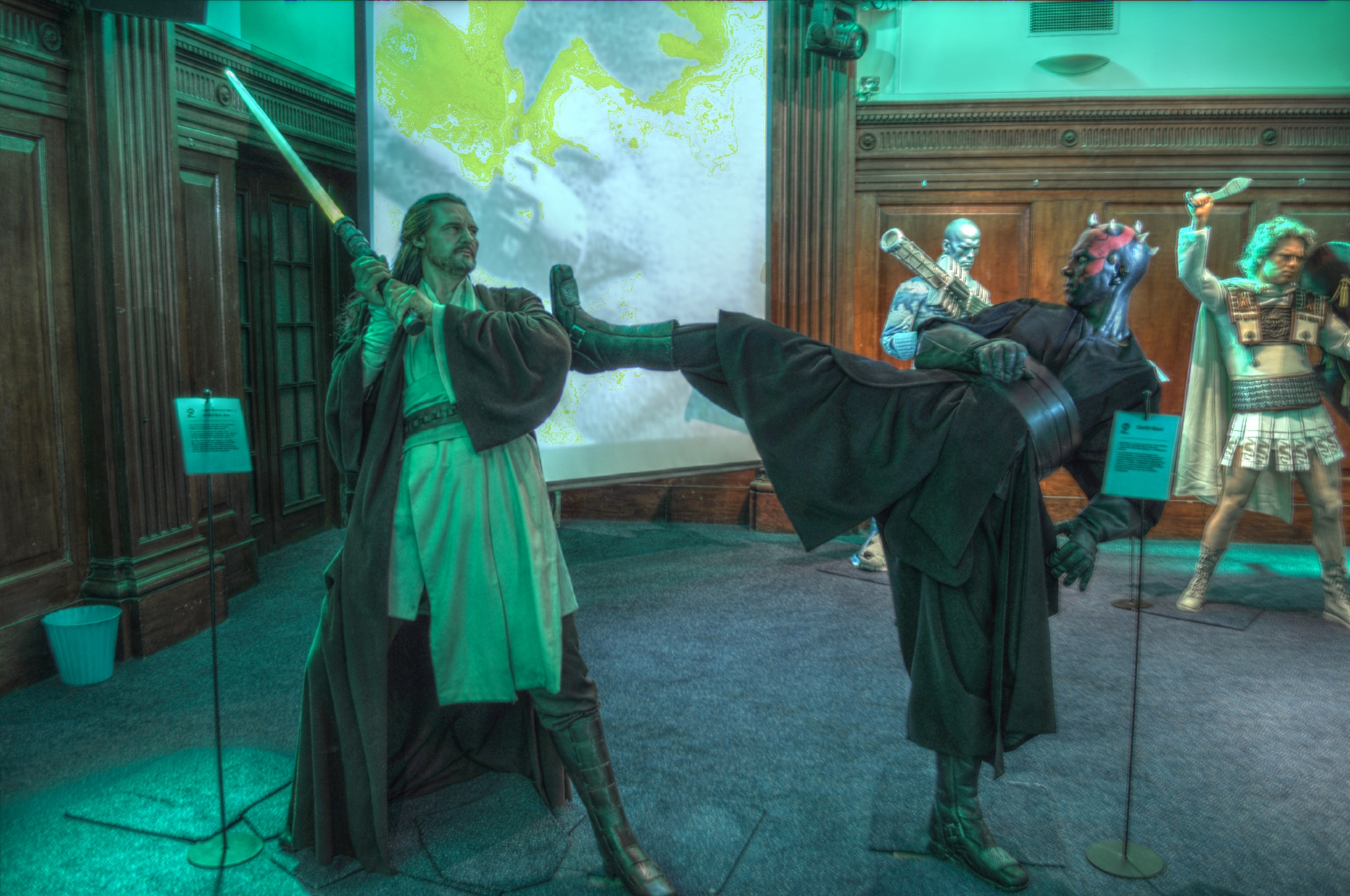
Estatua de cera de Liam Neeson interpretando al maestro Qui-Gon.

En 1999, Neeson participó en una entrega de la saga Star Wars, La amenaza fantasma como el caballero y maestro Jedi Qui-Gon Jinn, maestro de Obi-Wan Kenobi actuado por Ewan Mcgregor. Esta película iniciaba una nueva trilogía de la obra de George Lucas. Posteriormente, en el año 2000 protagonizó Blanco perfecto junto a Sandra Bullock en lo que fue una de sus pocas experiencias cómicas, aunque la película, en sí, no fuera una comedia. En The Haunting hace de un médico que lleva a sus pacientes a una casa embrujada. La película la dirige Jan de Bont y trabajan Catherine Zeta-Jones, Owen Wilson y Lili Taylor.

### 2001-2007

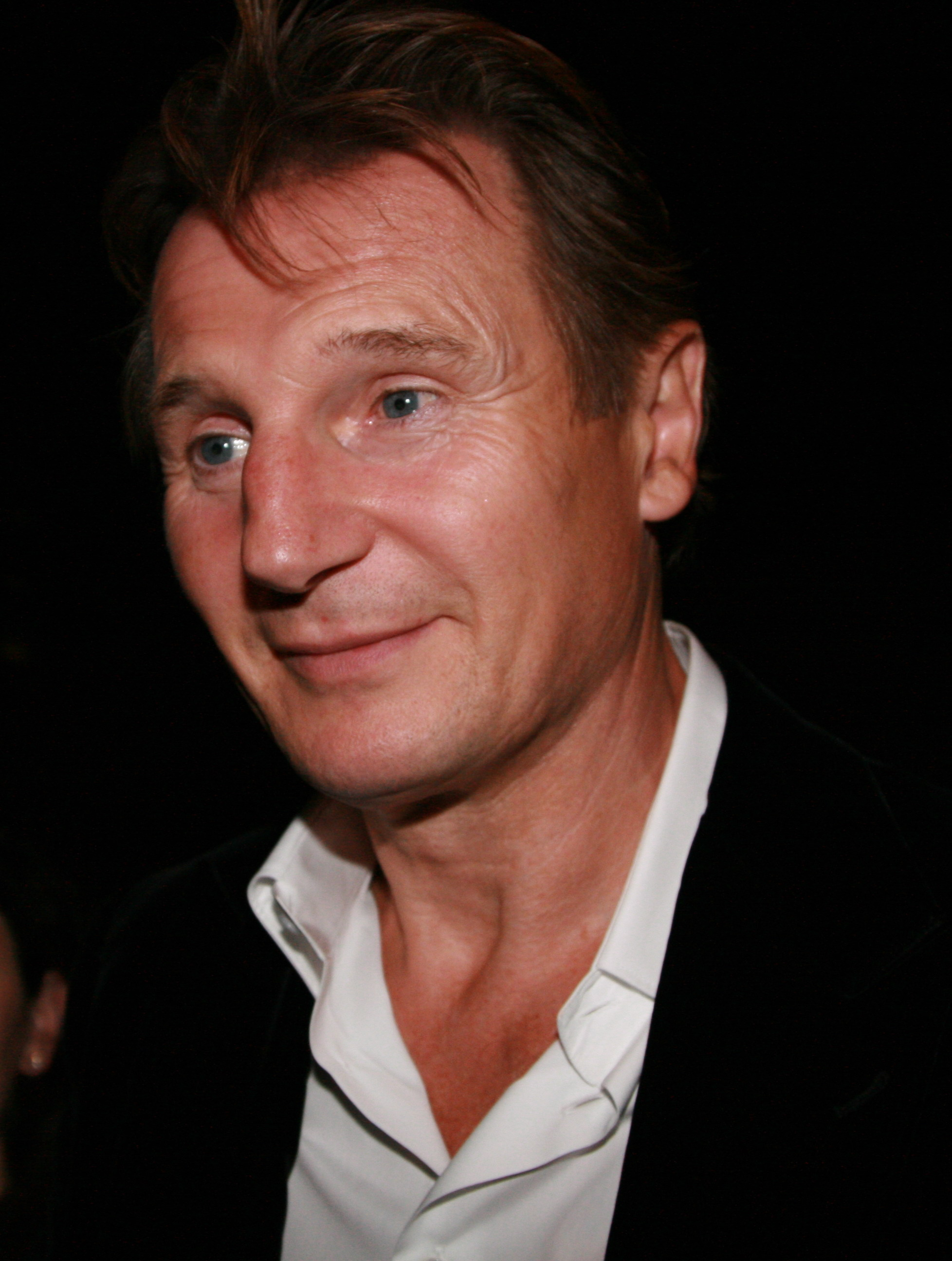
Liam Neeson en 2008.

En 2002, trabajó en el filme K-19: The Widowmaker, donde interpreta a un capitán de submarinos ruso en rebeldía junto al consagrado actor Harrison Ford. Más tarde obtiene un pequeño papel en Gangs of New York de Martin Scorsese, donde interpreta al padre de Leonardo DiCaprio. En la comedia Love Actually hace de un padre que ayuda sentimentalmente a su hijo tras perder a su esposa y madre del niño. En la película además trabajan Hugh Grant, Colin Firth, Alan Rickman, Emma Thompson, Keira Knightley y Laura Linney.
En 2004 interpreta a Alfred Kinsey, el científico que revolucionó a los Estados Unidos con sus estudios sobre el sexo, en Kinsey papel por el que fue nominado a un Globo de Oro. En 2005 trabaja en Kingdom of Heaven, de Ridley Scott donde esta vez le toca ser de un caballero cruzado que va en búsqueda de su hijo (Orlando Bloom) para que se una en su viaje a Jerusalén para reclamar su título de noble y encontrar perdón a sus pecados. Con Jeremy Irons.
En Batman Begins de Christopher Nolan interpreta a Ra's Al Ghul, mentor del joven Bruce Wayne. Christian Bale interpreta el papel de Batman, y Gary Oldman, Morgan Freeman, Katie Holmes, Cillian Murphy, Tom Wilkinson y Rutger Hauer completan el elenco de protagonistas. En 2006 vuelve a trabajar con Neil Jordan en Breakfast on Pluto con Cillian Murphy y Brendan Gleeson. Su profunda voz le permitió doblar a Aslan el león de Narnia, en hasta ahora las tres películas de la saga. En Seraphim Falls se ve enfrentado a Pierce Brosnan en un western. En The Other Man vuelve a reunirse con la actriz Laura Linney, en un drama también protagonizado por Antonio Banderas y Romola Garai.

### 2008-últimos años
En agosto de 2008 estrenó la película Venganza (título original, Taken) interpretando a un exagente del gobierno cuya hija de 17 años (Maggie Grace) es secuestrada por una mafia albanesa para ser vendida como prostituta al mejor postor. Él tratará de encontrarla y vengarse de todo aquel que intervino en el secuestro.
En 2010, encarnó al dios griego Zeus en la versión de la película Furia de titanes de 1981, en la que se reunió nuevamente con el actor Ralph Fiennes, quien interpretó a Hades. Ese mismo año interpretó al Coronel John "Hannibal" Smith en la adaptación cinematográfica de la serie The A-Team, junto a Bradley Cooper, Quinton Jackson y Sharlto Copley. En 2011 protagoniza Sin identidad, un film del español Jaume Collet-Serra, donde comparte créditos con January Jones y Diane Kruger. En 2012 protagoniza The Grey, un film que trata de las penurias de un grupo de operarios cuyo avión donde viajaban se estrella en unas montañas en pleno invierno. También protagoniza Venganza 2 o Búsqueda implacable 2 (en inglés Taken 2) interpretando al mismo exagente del gobierno, con la diferencia de que en la primera película se llevaron a su hija, ahora vienen a por él. También vuelve a interpretar su papel de Ra's Al Ghul en The Dark Knight Rises. En 2015, se estrenó V3nganza (Venganza 3).
Iba a trabajar con Steven Spielberg por segunda vez interpretando al presidente estadounidense Abraham Lincoln, pero tras haberse postergado mucho, Neeson abandonó el proyecto, siendo sustituido por Daniel Day-Lewis. la película se estrenaría en 2012. También se le ha barajado para interpretar a Fidel Castro en un proyecto cinematográfico americano.
En una entrevista que realizó al medio de comunicación estadounidense Entertainment Tonight, anunció que dejaría de realizar filmes de acción debido a que se siente cansado y que ya no está en condición para realizar fuertes acciones físicas, el actor confirmó que tiene otros dos proyectos en camino, y que estos serían los últimos de su carrera.

## Vida privada
En 1980, durante el rodaje de Excalibur, Liam conoció a Helen Mirren y comenzó una relación que duró 4 años.
El 3 de julio de 1994 Neeson se casó con la actriz Natasha Richardson, hija del director Tony Richardson y de la actriz Vanessa Redgrave, con quien había trabajado en la película Nell (1994) y en la miniserie Ellis Island (1984), así como en el teatro. Tenían dos hijos, Michael y Daniel Neeson-Richardson, educados en el catolicismo, y vivían en Millbrook, Nueva York. Enviudó el 18 de marzo de 2009, al fallecer su esposa Natasha por las secuelas de un grave accidente sufrido en una estación de esquí cercana a Montreal, Canadá.
Fue nombrado oficial de la Orden del Imperio Británico (en inglés: OBE) por la reina Isabel II del Reino Unido en 1999. Mantuvo una relación durante dos años con Freya St. Johnston; sin embargo, en octubre de 2012, se confirmó la ruptura de la pareja.

## Filmografía

### Cine
| Año  | Película                                                       | Papel                                  | Ref    |
| ---- | -------------------------------------------------------------- | -------------------------------------- | ------ |
| 1981 | Excalibur                                                      | Gawain                                 |        |
| 1983 | Krull                                                          | Kegan                                  |        |
| 1984 | The Bounty                                                     | Charles Churchill                      |        |
| 1985 | Lamb                                                           | Michael Lamb                           |        |
| 1985 | El inocente                                                    | John Carns                             |        |
| 1986 | La misión                                                      | Fielding                               |        |
| 1986 | The Delta Force                                                | Miembro de Fuerza Delta (cameo)        |        |
| 1986 | Duet for One                                                   | Totter                                 |        |
| 1987 | Suspect                                                        | Carl Wayne Anderson                    |        |
| 1987 | Réquiem por los que van a morir                                | Liam Docherty                          |        |
| 1988 | Satisfaction                                                   | Martin Falcon                          |        |
| 1988 | High Spirits                                                   | Martin Brogan                          |        |
| 1988 | The Dead Pool                                                  | Peter Swan                             |        |
| 1988 | The Good Mother                                                | Leo Cutter                             |        |
| 1988 | Next of Kin                                                    | Briar Gates                            |        |
| 1990 | Darkman                                                        | Peyton Westlake / Darkman              |        |
| 1990 | The Big Man                                                    | Danny Scoulars                         |        |
| 1991 | Under Suspicion                                                | Tony Aaron                             |        |
| 1992 | Shining Through                                                | Franz-Otto Dietrich                    |        |
| 1992 | Husbands and Wives                                             | Michael Gates                          |        |
| 1992 | Leap of Faith                                                  | Sheriff Will Braverman                 |        |
| 1992 | Ruby Cairo                                                     | Dr. Fergus Lamb                        |        |
| 1993 | Ethan Frome                                                    | Ethan Frome                            |        |
| 1993 | La lista de Schindler                                          | Oskar Schindler                        |        |
| 1994 | Nell                                                           | Dr. Jerome "Jerry" Lovell              |        |
| 1995 | Rob Roy                                                        | Robert Roy MacGregor                   |        |
| 1996 | Antes y después                                                | Ben Ryan                               |        |
| 1996 | Michael Collins                                                | Michael Collins                        |        |
| 1998 | Los miserables                                                 | Jean Valjean                           |        |
| 1999 | Star Wars: Episodio I - La amenaza fantasma                    | Qui-Gon Jinn                           |        |
| 1999 | The Haunting                                                   | Dr. David Marrow                       |        |
| 2000 | Blanco perfecto                                                | Charles 'Charlie' Mayeaux              |        |
| 2002 | Gangs of New York                                              | Padre Vallon                           |        |
| 2002 | K-19: The Widowmaker                                           | Mikhail Polenin                        |        |
| 2002 | Star Wars: Episodio II - El ataque de los clones               | Qui-Gon Jinn (voz)                     |        |
| 2003 | Love Actually                                                  | Daniel                                 |        |
| 2004 | Kinsey                                                         | Alfred Kinsey                          |        |
| 2005 | Batman Begins                                                  | Henri Ducard / Ra's al Ghul            |        |
| 2005 | The Chronicles of Narnia: The Lion, the Witch and the Wardrobe | Aslan (voz)                            |        |
| 2005 | Kingdom of Heaven                                              | Godfrey de Ibelin                      |        |
| 2005 | Desayuno en Plutón                                             | Padre Liam                             |        |
| 2006 | Seraphim Falls                                                 | Morsman Carver                         |        |
| 2008 | Las crónicas de Narnia: el príncipe Caspian                    | Aslan (voz)                            |        |
| 2008 | The Other Man                                                  | Peter                                  |        |
| 2008 | Taken                                                          | Bryan Mills                            |        |
| 2009 | Cinco minutos de gloria                                        | Alistar Little                         |        |
| 2009 | Chloe                                                          | David                                  |        |
| 2009 | Gake no ue no Ponyo                                            | Fujimoto (voz)                         |        |
| 2009 | After.Life                                                     | Eliot Deane                            |        |
| 2010 | The A-Team                                                     | Coronel John "Hannibal" Smith          |        |
| 2010 | Furia de titanes                                               | Zeus                                   |        |
| 2010 | Las crónicas de Narnia: la travesía del Viajero del Alba       | Aslan (voz)                            |        |
| 2011 | Unknown                                                        | Dr. Martin Harris                      |        |
| 2012 | Wrath of the Titans                                            | Zeus                                   |        |
| 2012 | Battleship                                                     | Almirante Shane                        |        |
| 2012 | The Grey                                                       | John Ottway                            |        |
| 2012 | Taken 2                                                        | Bryan Mills                            |        |
| 2012 | The Dark Knight Rises                                          | Ra's al Ghul (cameo)                   |        |
| 2013 | Third Person                                                   | Michael                                |        |
| 2013 | Khumba                                                         | Phango (voz)                           |        |
| 2013 | Anchorman 2: The Legend Continues                              | Líder de la cadena de historia (cameo) |        |
| 2014 | El profeta                                                     | Mustafa (voz)                          |        |
| 2014 | Non-Stop                                                       | Bill Marks                             |        |
| 2014 | A Walk Among the Tombstones                                    | Matthew Scudder                        |        |
| 2014 | La Lego película                                               | Policía malo / Policía bueno (voces)   |        |
| 2014 | A Million Ways to Die in the West                              | Clinch Leatherwood                     |        |
| 2014 | The Nut Job                                                    | Raccoon (voz)                          |        |
| 2015 | Taken 3                                                        | Bryan Mills                            |        |
| 2015 | Run All Night                                                  | Jimmy Conlon                           |        |
| 2015 | Ted 2                                                          | Cliente en el supermercado (cameo)     |        |
| 2016 | Silencio                                                       | Padre Cristóvão Ferreira               |        |
| 2016 | El cazador y la reina del hielo                                | Narrador                               |        |
| 2016 | Incheon sangryuk jakjeon (Operation Chromite)                  | Douglas MacArthur                      |        |
| 2016 | Un monstruo viene a verme                                      | Monstruo (voz)                         |        |
| 2017 | The Nut Job 2: Nutty by Nature                                 | Raccoon (voz)                          |        |
| 2017 | Mark Felt: The Man Who Brought Down the White House            | Mark Felt                              |        |
| 2017 | Daddy's Home 2                                                 | Actor en Missile Tow (voz)             |        |
| 2018 | El pasajero                                                    | Michael Woolrich                       |        |
| 2018 | Viudas                                                         | Harry Rawlins                          |        |
| 2018 | La balada de Buster Scruggs                                    | Impresario                             |        |
| 2019 | Cold Pursuit                                                   | Nelson "Nels" Coxman                   |        |
| 2019 | Ordinary Love                                                  | Tom Thompson                           |        |
| 2019 | Men in Black: International                                    | High T.                                |        |
| 2019 | Star Wars: Episodio IX - El ascenso de Skywalker               | Qui-Gon Jinn (voz)                     |        |
| 2020 | Una villa en la Toscana                                        | Robert Foster                          |        |
| 2020 | Honest Thief                                                   | Tom Carter                             |        |
| 2021 | The Marksman                                                   | Jim                                    |        |
| 2021 | The Ice Road                                                   | Mike McCann                            |        |
| 2022 | Blacklight                                                     | Travis Block                           |        |
| 2022 | Memory                                                         | Alex Lewis                             |        |
| 2022 | Marlowe                                                        | Marlowe                                |        |
| 2023 | Retribution                                                    | Matt Turner                            | [ 24 ] |
| 2023 | Wildcat                                                        | Sacerdote Flynn                        |        |
| 2023 | In the Land of Saints and Sinners                              | Finbar Murphy                          | [ 25 ] |
| 2025 | The Naked Gun                                                  | Frank Drebin, Jr                       |        |
| 2024 | Absolution                                                     | Thug                                   |        |
| TBA  | Cold Storage                                                   |                                        |        |
| TBA  | The Ice Road 2: Road to the Sky                                | Mike McCann                            |        |

#### Documentales
- The Endurance: Shackleton's Legendary Antarctic Expedition (2000)
- Coral Reef Adventure (2003)
- Home (2006)
- The Wildest Dream (2010)
- Manny (2014)
- The Last Horsemen of New York (2018)
- The Hunger (2020)

### Televisión
| Año       | Título                                           | Rol                 | Notas                                                    |
| --------- | ------------------------------------------------ | ------------------- | -------------------------------------------------------- |
| 1978      | Play for Today                                   | Dermot              | 1 episodio                                               |
| 1978      | Piligrim's Progress                              | Evangelista         | Película de TV                                           |
| 1979      | Christiana                                       | Greatheart          | Película de TV                                           |
| 1980      | BBC2 Playhouse                                   | Blacksmith          | 1 episodio                                               |
| 1981      | Nailed                                           | Joven católico      | Película de TV                                           |
| 1981      | Charlie was a Rich Man                           |                     | Película de TV                                           |
| 1984      | Ellis Island                                     | Kevin Murray        | Miniserie                                                |
| 1984      | A Women of Substance                             | Blackie O'Neill     | Miniserie                                                |
| 1985      | Arthur the King                                  | Grak                | Película de TV                                           |
| 1986      | If Tomorrow Comes                                | Ins. André Trignant | Miniserie                                                |
| 1986      | Miami Vice                                       | Sean Carroon        | 1 episodio                                               |
| 1987      | Sweet as You Are                                 | Martin Perry        | Película de TV                                           |
| 1987      | Sworn to Silence                                 | Vincent Cauley      | Película de TV                                           |
| 1996      | The Grat War and the Shaping of the 20th Century | Adolf Hitler        | 2 episodios                                              |
| 2000      | The Man Who Came to Dinner                       | Host                | Película de TV                                           |
| 2002      | Evolution                                        | Narrador            | 7 episodios                                              |
| 2002      | Martin Luther                                    | Narrador            | Película de TV                                           |
| 2002      | Liberty's Kids: Est. 1776                        | John Paul Jones     |                                                          |
| 2004      | Patrick                                          | Narrador            | Película de TV                                           |
| 2004      | Saturday Night Live                              | Él mismo            | 1 episodio                                               |
| 2005      | The Simpsons                                     | Padre Sean          | Episodio: "The Father, The Son, and the Holy Guest Star" |
| 2010      | The Big C                                        | Bee Man             | Episodio: "Everything That Rises Must Converge"          |
| 2011-2013 | Star Wars: The Clone Wars                        | Qui-Gon Jinn        | Voz; 3 episodios                                         |
| 2012      | Key & Peele                                      | Él mismo            | Episodio # 2.3                                           |
| 2014-2015 | Family Guy                                       | Él mismo            | Voz; Episodios: "Brian's a Bad Father", "Fighting Irish" |
| 2014      | Wild Japan: Snow Monkeys                         | Narrador            | Voz; documental de TV                                    |
| 2016      | 1916: The Irish Rebellion                        | Narrador            | Voz; 3 episodios                                         |
| 2016      | Inside Amy Schumer                               | Él mismo            | Episodio: "Welcome to the Gun Show"                      |
| 2016      | Dream Corp, LLC                                  | Devil Demon         | Voz; Episodio: "The Leak"                                |
| 2017      | The Orville                                      | Jahavus Dorahl      | Episodio: "If the Stars Should Appear"                   |
| 2018      | Pope: The Most Powerful Man In History           | Narrador            | Documental; 6 episodios                                  |
| 2022      | Obi-Wan Kenobi                                   | Qui-Gon Jinn        | Invitado 1 episodio serie de TV Disney+                  |
| 2022      | Derry Girls                                      | Él mismo            | 2 Episodios                                              |
| 2022      | Atlanta                                          |                     | Episodio: "New Jazz"                                     |
| 2023      | The Late Show with Stephen Colbert               | Narrador            | Episodio:"The Indict-Mare Before Christmas"              |

### Videojuegos
- Fallout 3 (2008) - James
- Batman Begins (2005) - Henri Ducard
- Star Wars Episodio I: La Amenaza Fantasma (2001) - Qui-Gon Jinn
- The Lego Movie Videogame (2014) - Good Cop / Bad Cop
- Lego Dimensions  (2015) -  Good Cop / Bad Cop

### Teatro
- The Crucible (2002)
- Anna Christie (1993)
- The Judas Kiss (1998)
- The Plough and the Stars (1984)
- Translations (1984)
- De hombres y ratones (1980)
- The Winter's Tale  (1980)
- Juno and the Paycock (1980)
- The Death of Humpty Dumpty
- I Do Not Like Thee, Dr. Fell (1979)
- Says I, Says He  (1979)
- The Informer  (1979)
- Streamers  (1979)
- One Flew Over the Cuckoo's Nest (1977)
- Black Man's Country (1977)
- The Risen People (1976)
- Dark of the Moon (1973)
- Words Upon the Windowpane
- Philadelphia, Here I Come (1970)

## Premios
Premios Óscar
| Año  | Categoría   | Película              | Resultado |
| ---- | ----------- | --------------------- | --------- |
| 1994 | Mejor actor | La lista de Schindler | Nominado  |

Premios Globo de Oro
| Año  | Categoría           | Película              | Resultado |
| ---- | ------------------- | --------------------- | --------- |
| 2004 | Mejor actor - Drama | Kinsey                | Nominado  |
| 1996 | Mejor actor - Drama | Michael Collins       | Nominado  |
| 1993 | Mejor actor - Drama | La lista de Schindler | Nominado  |

Premios BAFTA
| Año  | Categoría   | Película              | Resultado |
| ---- | ----------- | --------------------- | --------- |
| 1993 | Mejor actor | La lista de Schindler | Nominado  |

Festival Internacional de Cine de Venecia
| Año  | Categoría                 | Película        | Resultado |
| ---- | ------------------------- | --------------- | --------- |
| 1996 | Copa Volpi al mejor actor | Michael Collins | Ganador   |